# 치클론 로켓
치클론 로켓(영어: Tsyklon, Tsiklon, Cyclone)은 우크라이나 유즈노예 설계국이 설계하고 유즈마쉬가 제작한 우주로켓이다. 치클론 3호가 2009년 1월에 퇴역했지만, 치클론 4호를 개발할 계획이다.

## 사탄 미사일
세계 최대인 SS-18 사탄 핵미사일을 상업용 우주로켓으로 개조한 것이 치클론 로켓과 드네프르 로켓이다. 사탄 핵미사일이 2단 액체연료에 무게 200톤 정도 되는데, 치클론 시리즈도 2단 액체연료에 무게 190톤 정도이다.
1967년 SS-18 사탄 핵미사일이 실전배치되었는데, 1967년 10월 27일 치클론 1호가 최초 발사되었다. 1969년 1월 25일 마지막 발사를 했다.

## 대한민국
2000년 김대중 정부의 국정원은 SS-18 사탄 핵미사일을 캄차카반도의 러시아 핵미사일 기지에서 고철로 분해해 밀수해서, 재조립에 성공했다는 보도가 있었다.
러시아는 코스모스-3M, 치클론 1호, 치클론 2호, 치클론 3호를 안가라 1.1, 안가라 1.2로 대체할 계획이다. 2013년 1월 30일 한국 나로우주센터에서 발사된 나로호가 안가라 1.1이다. 원래 러시아 계획에서 약간 설계가 변경되었다.
2019년 발사할 한국형발사체와 치클론 1호의 1단 엔진은, 액체연료를 사용하고, 노즐이 4개이고, 추력이 260톤이며, 연소시간이 120초대로 서로 매우 유사하다. 한국은 극저온 액체연료인 액체산소를 사용하는 점이 다르지만, 엔진의 미세한 개조만으로 연료를 바꿀 수 있다고 알려져 있다. LR-87 참조. 한국형발사체의 3단 엔진은 재점화 기능이 없다고 보도되었다.

## 파생형

### 치클론 2호
1977년 8월 6일 카자흐스탄 바이코누르 우주기지에서 치클론 2호가 최초발사되었다. 2006년에 마지막 발사를 하였다. 106회 발사해서 1회 실패했다.

### 치클론 3호
1977년 6월 24일 플레세츠크 우주기지에서 치클론 3호가 최초발사되었다. 2009년 1월 30일 마지막 발사를 했다. 치클론 1호, 치클론 2호는 2단 로켓인데, 치클론 3호는 재점화가 가능한 3단을 추가했다. 122회 발사해서 8회 실패했다. 마지막 로켓 엔진이 재점화가 가능하면, 동일한 무게와 연료를 싣는 로켓을 사용할 때, 보다 무거운 위성 발사가 가능하다.

### 치클론 4호
브라질과 우크라이나가 합작해, 브라질 알칸타라 발사 센터에 치클론 4호 발사장을 건설하려고 하였으나, 러시아의 중단 압력으로 2015년에 계획이 취소되었다. 이에 캐나다와 우크라이나가 합작해, 치클론-4M을 개발중이다.

## 같이 보기
- 누리호